# شهرستان بیاووگارد
شهرستان بیاووگارد (به لهستانی: Powiat Białogard) یک شهرستان در لهستان است که در استان پومرانی غربی واقع شده‌است. شهرستان بیاووگارد ۸۴۵٫۳۶ کیلومتر مربع مساحت و ۴۸٬۲۴۱ نفر جمعیت دارد.